# جوان جيلبير جوفر
جوان جيلبير جوفر (بالإنجليزية: Joan Gilabert Jofré)‏‏ (24 يونيو 1350 - 18 مايو 1417) كان عضوًا في منظمة الرحمة [الإنجليزية] الدينية المسيحية، وهو مؤسس ما يُدعى أنه أول مؤسسة رعاية نفسية في أوروبا في بلنسية، تاج أرغون (اليوم في إسبانيا).